# Yordanka Blagoeva
Yordanka Blagoeva (em búlgaro:  Йорданка Благоева) (Gorno Zerowene,  oblast de Montana, 19 de janeiro de 1947) é uma antiga atleta búlgara, especialista em salto em altura.

## Carreira desportiva
Com 21 anos de idade, é chamada para representar o seu país nos Jogos Olímpicos de 1968, na Cidade do México, onde não consegue melhor que o 10º lugar na sua série de qualificação  (17º no cômputo geral), não avançando, portanto, para a final.
Quatro anos depois, alcança a medalha de prata nas Olimpíadas de Munique, atrás da alemã ocidental Ulrike Meyfarth, autora de um novo recorde do mundo na final (1,92 m). No dia 24 de setembro de 1972, durante o meeting de Zagreb, Blagoeva transpõe a fasquia de 1,94 m, utilizando a técnica do rolamento ventral, melhorando dois centímetros a melhor marca mundial que era detida conjuntamente por Ilona Gusenbauer et Ulrike Meyfarth. Este recorde mundial só seria igualado, dois anos mais tarde, pela alemã oriental Rosemarie Ackermann.
Blagoeva vence em 1973 os Campeonatos da Europa em Pista Coberta, realizados em Roterdão, passando 1,92 m. Foi ainda vencedora dos Jogos dos Balcãs em 1969, 1972 e 1976.
Em 1976, obtem a medalha de bronze nos Jogos Olímpicos de Montréal, realizando a marca de 1.91 m, no final de um  concurso dominado por Ackermann.